# Vörös hét (Olaszország)
A vörös hét (Settimana rossa) olasz néptömegek felkelése volt 1914. június 7–14. között,  Giovanni Giolitti előző liberális kormányának reformjai és Antonio Salandra hatalmon lévő kormányának militarista politikája ellen. Az olasz történetírás „az elmulasztott forradalom” néven is hivatkozik az eseményre. Az anconai háborúellenes tüntetés résztvevőibe június 7-én belelőttek, ami három halálos áldozatot követelt. Válaszul június 8-án kimondták az általános sztrájkot, amely Torinóban, Nápolyban, Firenzében, Milánóban, Velencében fegyveres harcokba csapott át. Emilia-Romagna és Marche tartomány több városában és helységében – ahol parasztok is csatlakoztak a városi megmozdulásokhoz – kikiáltották a köztársaságot. Világos célok és határozott vezetés hiányában a kormányzat felülkerekedett.

## Kirobbanásának okai és előzményei
„Olaszország meglehetősen szegény a többi nagyhatalomhoz képest, az olasz egység utáni igen jelentős haladás ellenére is. 1914-ben az olaszoknál az átlagélelmezés kb. napi 3200 kalória volt, s ez a szám több mint egyötödével maradt alatta az angolokénak. Az egy főre eső átlagjövedelem 1911–13-ban az Egyesült Államokban 549, Angliában 481, Franciaországban 351, Németországban 301 és Olaszországban csak 158 volt (nemzetközi egységben számítva). Ráadásul Olaszország többet fogyasztott, mint amennyit termelt: 1909 és 1913 között 1 milliárd 250 millióval haladta túl az import az exportot. A külkereskedelem 5 és fél milliárdnyi teljes volumenéhez képest Olaszországnak 1 és egynegyed milliárd líra deficitje volt.” Ezt csak részben tudta ellensúlyozni az évi 650 000 főt kitevő átlagos kivándorlásból eredő hazautalások pénztömege. Az olasz munkásság Európa egyik legrosszabbul fizetett munkássága volt, amit súlyosbított a falvak nyomorban élő napszámosainak és kis földű parasztjainak elégedetlensége. Giovanni Giolitti kormánya a megoldást egy gyarmatosító villámháborútól remélte, s ennek érdekében az Olasz Szocialista Párt leszerelésére és háborús támogatásának elnyerésére kiszélesítette a választójogot, államosította az életbiztosítást és egyéb reformokat léptetett életbe. Ugyanakkor felszította a nacionalizmust: „Az ország összes közép- és főiskoláját vad nacionalista áradat öntötte el – egyrészt ösztönösen, másrészt azonban felülről jövő cinikus provokáció következtében.” – írta az egyik korabeli háborúellenes szocialista és későbbi kommunista vezető, Umberto Terracini.
A közvetlen okok között szerepelt, hogy 1913-ban Rocca Gorgában a karhatalom éhező parasztok soraiba lőtt. „A felháborodás Olaszország-szerte roppant méreteket öltött, s a szocialista párt és az Általános Szakszervezeti Szövetség [Confederazione Generale del Lavoro (CGL)] olyan értelmű határozatot hozott, hogy újabb vérontás esetén általános tiltakozó sztrájkot hirdetnek.” Továbbá Anconában élt az akkor már öreg anarchista, Errico Malatesta, s lapja, a „La Volontá” heves antimilatarista kampányt folytatott, közös frontban a még republikánus Pietro Nenni „Il Lucifero” című lapjával. Az anconai közvélemény így érzékenyebb lehetett a militarizmusellenesség terén az átlagos olasz közvéleménynél.

## A vörös hét (La Settimana Rossa)

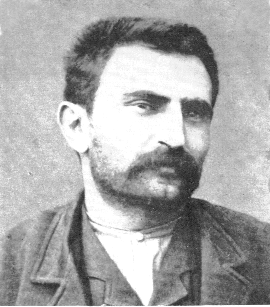
Errico Malatesta

Anconában ez idő tájt egy háborúellenes kongresszust rendeztek, melyen mintegy 600 fő – republikánusok, anarchisták, szocialisták – vettek részt, köztük Pietro Nenni, Errico Malatesta, és a fiatal Mussolini, aki még akkoriban az Avanti!, az Olasz Szocialista Párt orgánumának volt a főszerkesztője. A Piazza Román egy katonazenekar adott éppen koncertet, s a kongresszus részvevői spontán elhatározták, hogy demonstrációjuk kiszélesítése céljából megpróbálják csatlakozásra bírni az ott összegyűlt tömeget. A tüntetés konkrét követelése két antimilitarista, Augusto Masetti és Antonio Moroni szabadon bocsátása volt. A rendfenntartó erők azonban minden városközpontba vezető utat lezártak, s a közeledő tömegbe belelőttek, aminek következtében három fiatal, a 24 éves republikánus Nello Budini, a 17 éves Antonio Casaccia és a 22 éves anarchista Attilio Giambrignani elhunyt. Ezen kívül számos sebesültje is volt az esetnek. A brutális mészárlás oly mértékű felháborodást keltett a városban, hogy szinte mindenki szolidaritást vállalt a demonstrálókkal. „Olaszországban hatalmas felháborodás hulláma vonult végig. Anconában másnap kimondták az általános sztrájkot, s az városról városra terjedt. A szocialista párt vezetősége 8-án reggel összegyűlt, és országos általános sztrájkot hirdetett másnaptól. A sztrájk időtartamáról nem született döntés, s amikor a CGL csatlakozott a határozathoz, a szakszervezeti vezetők is hallgattak az időpont kérdéséről.” A felkelés központi területe Romagna és Marche tartomány volt, ahol középületeket is elfoglaltak, de Rómában, Firenzében, Parmában barikádok épültek, s Milánóban és Torinóban is hatalmas tömegtüntetések voltak. Mario Montagnana a következőképpen számol be az eseményekről:
„A sztrájk négy vagy öt napig tartott. Egyes helyeken, különösen Anconában és Romagnában, a nép egy-két napig ura volt a helyzetnek. Romagnában a felkelők kifosztották a fegyverüzleteket, s ily módon fegyverhez jutva, letartóztattak egy tábornokot és néhány magas rangú hivatalnokot. A »Vörös hét« alatt a mezőgazdasági proletariátus érdekét képviselő szocialisták és a módosabb parasztokat képviselő republikánusok összefogtak a monarchista, reakciós kormány ellen, amelynek akkor Antonio Salandra volt a feje.
Első ízben fordult elő, hogy a villamosok dolgozói majdnem mindenütt – s egyes tartományokban a vasutasok is – részt vettek az általános sztrájkban. Az egész olasz ipar megbénult. Majdnem minden nagyobb városban fegyveres összeütközésre került sor a sztrájkolók és a karhatalom között. Az összeütközések után halottak és sebesültek maradtak a kövezeten.
Torinóban hatalmas munkástüntetések zajlottak le a város peremén és a belvárosban... A karhatalom ismételten lőtt a tüntetőkre. A golyók két munkást megöltek és sokat megsebesítettek. ... Száz meg száz tüntetőt tartóztattak le.”
A CGL megalkuvó vezetése azonban június 10-én a sztrájk 11-e éjfélkor való beszüntetése mellett döntött. A szocialista párt vezetősége nem merte a pártot önállósítani, tartottak a káosz kialakulásától. „A CGL sztrájkbeszüntető határozata után több szekció megkísérelte a folytatást. Malatesta forradalomra szólított, Mussolini az Avanti!-ban elítélte a sztrájk leszerelését.”

## Bukásának okai és tanulságai
A sztrájk leszereléséért az első számú felelősség a CGL vezetését terhelte, de jócskán bebizonyosodott a szocialista párt vezetőinek felelőssége is. „Megmutatkozott, hogy a párt nem önálló a döntéseiben, hogy nincs közvetlen kapcsolata a tömegekkel, s hogy nem dolgozott ki forradalmi stratégiát. E ténnyel szembe kellett néznie a szocialista pártnak, és Olaszország-szerte minden más pártnak és áramlatnak is. Magától értetődik, hogy a reformisták jó adukat kaptak a kezükbe a tömegeket lázító, de nem vezető szocialista baloldal politikájának támadására. E támadásból bőven kijutott Mussolininak is, sőt neki jutott ki elsősorban. A »vörös hét« befejezetlensége, a munkásmozgalom vezetésében nyilvánvalóvá lett zűrzavar megtorpanáshoz vezetett az addigi baloldali vagy balra tartó értelmiség köreiben. Ennek jelei minden pártban és szervezetben megmutatkoztak.”
Igen tanulságos a kortárs részvevő későbbi értékelése:
„A »Vörös hét« nem végződött győzelemmel, de még a győzelem sem vezethetett volna semmire. A győzelem bizonyos meghatározott cél elérését jelenti. Ámde milyen reális célja volt akkor az olasz proletariátusnak és általában az olasz népnek? Erre a kérdésre senki sem tud – és akkor sem tudott volna – válaszolni.
Olaszország egyes vidékeinek – különösen Romagna és Marche tartománynak – dolgozóiban többé-kevésbé homályosan már élt a köztársaság gondolata, anélkül azonban, hogy megvalósítását konkrét és közvetlen célnak tekintették volna.
A nagyobb ipari városokban a mozgalomnak világosabban kidomborodó osztály- és proletárjellege volt, de valójában senki sem hitt a munkásosztály hatalomra jutásának lehetőségében. Sőt, még a »legforradalmibb« elemekről is elmondhatjuk, hogy nem is ismerték a »proletariátus diktatúrája« kifejezést, ezt ugyanis Marx műveinek bölcs fordítói az olasz kiadásban – amelyet egyébként nagyon kevesen olvastak – a »proletariátus osztályharca« kifejezéssel helyettesítették.
Más helyeken a megmozdulások még inkább spontán jellegűek és primitívek voltak, és egyszerűen, áradón és hevesen fejezték ki a tömegeknek a nyomor, a háború és a reakció elleni elkeseredését.
Maguknál a mozgalom vezetőinél szó sem volt egységes ideológiáról és egységes célkitűzésekről, sőt mindegyiknél külön-külön is hiányzott a következetes ideológia és a világos célkitűzés.
Mussolini, a szocialista párt feje, soha nem volt marxista. Gyakran szavalt barikádokról és forradalomról, de a proletárforradalom elméletének soha még az alapelveit sem ismerte. Akkori cikkeinek és beszédeinek olvasása közben kirívóan ötlik szembe az ideológiai tartalom teljes hiánya, a demagógia túltengése.
A becsületes, bátor Errico Malatesta, aki személyében méltónak bizonyult arra a tiszteletre és megbecsülésre, amellyel nemcsak az anarchisták, hanem úgyszólván az egész olasz nép övezte, naiv és romantikusan jóhiszemű ember volt, de nála is hiányzott a proletárelmélet bármiféle komoly ismerete.
Ami pedig a köztársasági párt vezetőit illeti, polgárok voltak, akik lelkük mélyén sokkal jobban féltek a proletariátustól, mint a monarchiától, s akiknek a »forradalmisága« dörgedelmes szónoklatokban nyilvánult meg.”